# 西门瓮城遗址
西门瓮城遗址，位于中国广东省广州市荔湾区中山七路口，为广州市的一个市级文物保护单位，类型为古遗址，公布时间为1999年7月。
西门瓮城遗址的历史年代为明代。